# Dimităr Vasev
Dimităr Vasev (in bulgaro Димитър Васев?; Sofia, 10 settembre 1965) è un allenatore di calcio ed ex calciatore bulgaro, di ruolo difensore.

## Palmarès

### Giocatore

#### Competizioni nazionali
- Coppa di Bulgaria: 1

Lokomotiv Sofia: 1994-1995